# Efeito coquetel

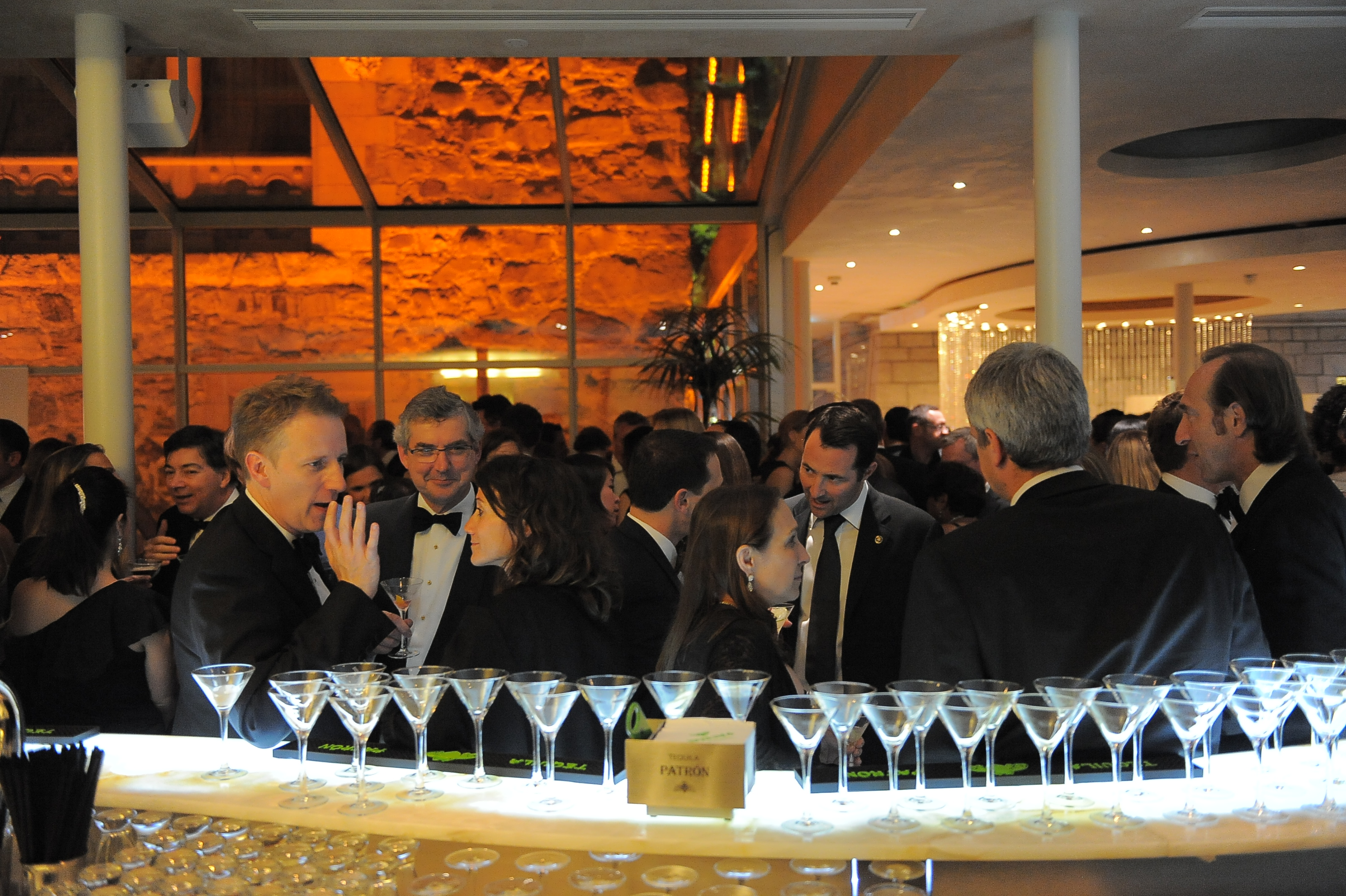
Um bar de coquetéis lotado

O efeito coquetel refere-se ao fenômeno em que o cérebro concentra a atenção de uma pessoa em um estímulo específico, geralmente auditivo. Este foco exclui uma série de outros estímulos da percepção consciente, como quando uma pessoa acompanha uma única conversa numa sala barulhenta. Esta capacidade é amplamente distribuída entre os humanos, com a maioria dos ouvintes mais ou menos facilmente capazes de dividir a totalidade do som detectado pelos ouvidos em fluxos distintos e, subsequentemente, decidir quais fluxos são mais pertinentes, excluindo todos ou a maioria dos outros.
Foi proposto que a memória sensorial de uma pessoa analisa subconscientemente todos os estímulos e identifica porções distintas dessas sensações de acordo com sua importância. Isso permite que a maioria das pessoas sintonize sem esforço uma única voz enquanto desliga todas as outras. O fenômeno é frequentemente descrito como “atenção seletiva” ou “audição seletiva”. Também pode descrever um fenômeno semelhante que ocorre quando alguém pode detectar imediatamente palavras importantes originadas de estímulos não supervisionados, por exemplo, ouvir o próprio nome entre uma ampla gama de informações auditivas.
Costuma-se dizer que uma pessoa que não tem a capacidade de segregar estímulos dessa maneira apresenta o problema do coquetel ou surdez do coquetel. Isso também pode ser descrito como distúrbio do processamento auditivo ou síndrome de King-Kopetzky. [carece de fontes?]

## Base neurológica (e processamento binaural)
A atenção auditiva em relação ao efeito coquetel ocorre principalmente no hemisfério esquerdo do giro temporal superior, uma região não primária do córtex auditivo; uma rede fronto-parietal envolvendo o giro frontal inferior, o sulco parietal superior e o sulco intraparietal também é responsável pelos atos de mudança de atenção, processamento da fala e controle da atenção. Tanto o fluxo alvo (as informações mais importantes que estão sendo atendidas) quanto os fluxos concorrentes/interferentes são processados no mesmo caminho dentro do hemisfério esquerdo, mas as varreduras de fMRI mostram que os fluxos alvo são tratados com mais atenção do que os fluxos concorrentes.

## Modelos de atenção

### Broadbent
O primeiro trabalho na exploração de mecanismos de atenção seletiva precoce foi realizado por Donald Broadbent, que propôs uma teoria que veio a ser conhecida como modelo de filtro. Este modelo foi estabelecido por meio da tarefa de escuta dicótica. Sua pesquisa mostrou que a maioria dos participantes era precisa ao lembrar informações às quais prestava atenção ativamente, mas era muito menos precisa ao lembrar informações às quais não prestava atenção. Isso levou Broadbent à conclusão de que deveria haver um mecanismo de “filtro” no cérebro que pudesse bloquear informações que não fossem atendidas seletivamente. A hipótese do modelo de filtro funcionaria da seguinte maneira: à medida que a informação entra no cérebro através dos órgãos sensoriais (neste caso, os ouvidos), ela é armazenada na memória sensorial, um sistema de memória tampão que hospeda um fluxo de entrada de informações longo o suficiente para prestar atenção. Antes que as informações sejam processadas posteriormente, o mecanismo de filtro permite a passagem apenas das informações assistidas. A atenção selecionada é então passada para a memória de trabalho, o conjunto de mecanismos subjacentes à memória de curto prazo e que se comunica com a memória de longo prazo. Neste modelo, a informação auditiva pode ser atendida seletivamente com base em suas características físicas, como localização e volume. Outros sugerem que a informação pode ser tratada com base em características da Gestalt, incluindo continuidade e encerramento. No entanto, o modelo de Broadbent não conseguiu dar conta da observação de que palavras de importância semântica, como o próprio nome do indivíduo, podem ser atendidas instantaneamente, apesar de terem estado num canal não supervisionado.[carece de fontes?]

### Treisman
Numa adição posterior a esta teoria existente de atenção seletiva, Anne Treisman desenvolveu o modelo de atenuação. Neste modelo, a informação, quando processada através de um mecanismo de filtro, não é completamente bloqueada como Broadbent poderia sugerir. Em vez disso, a informação é enfraquecida (atenuada), permitindo-lhe passar por todas as fases de processamento a um nível inconsciente. Treisman também sugeriu um mecanismo de limiar por meio do qual algumas palavras, com base na importância semântica, podem chamar a atenção de alguém no fluxo desacompanhado. O próprio nome, segundo Treisman, tem um valor limite baixo (ou seja, tem um alto nível de significado) e, portanto, é reconhecido mais facilmente. O mesmo princípio se aplica a palavras como fogo, direcionando nossa atenção para situações que podem exigir isso imediatamente. A única maneira de isso acontecer, argumentou Treisman, é se a informação estiver sendo processada continuamente no fluxo autônomo.[carece de fontes?]